# Великая Лука (Тернопольская область)
Великая Лука (укр. Велика Лука) — село в Великоберезовицкой поселковой общине Тернопольского района Тернопольской области Украины.
Расположено на правом берегу реки Серет, в 14 км от Тернополя и в 7 км от ближайшей железнодорожной станции Березовица-Остров на линии Тернополь-Ходоров.
Население по переписи 2001 года составляло 1225 человек. Почтовый индекс — 47732. Телефонный код — 352.